# Le Village aérien
A Aldeia Aérea (no original, Le Village aérien) é um romance de 1901 por Jules Verne. Neste livro, Julio Verne, em sua narrativa, mostra a sua visão sobre o darwinismo e do desenvolvimento humano .

## Sobre o livro
Este livro conta a história de um grupo de exploradores em uma viagem pelo interior da África, em uma época onde o interior daquele continente ainda era bastante desconhecido, que devido a um ataque de uma manada de elefantes se vêm obrigados a fazer o percurso a pé, na selva, até à bacia do Oubanghi onde têm mais hipoteses de serem resgatados. Pelo caminho acabam por se cruzar com um grupo de “seres” que habitam uma aldeia aérea.